# Теоретико-множинні рівняння
Теоретико-множинні рівняння — це рівняння, змінні (невідомі) та коефіцієнти яких є множини, а операції — операції над множинами.

## Методи доведення теоретико-множинних рівнянь
Відомі, принаймні, три загальні методи доведення теоретико-множинних рівнянь:
- Доведення включення. Показується, що ліва сторона є підмножиною правої, а права - підмножиною лівої.
- Таблиця приналежності. Будується аналог таблиці істинності для кожної сторони рівняння.
- З використанням інших теоретико-множинних тотожностей.